# يزدجرد الثالث
يزدجرد الثالث (631-651) اسمه يزدجرد بن شهريار بن برويز بن أنوشروان، وهو آخر ملوك الدولة الساسانية، وحفيد ملك الدولة الساسانية كسرى الثاني (590-628) الذي قتله ابنه الملك الساساني قباذ الثاني. كان يزدجرد ممن نجا من سيف عمه شيرويه حين قتل إخوته وبنيهم، هرب به ظئر له إلى بعض الأطراف. وكان تمليكه بعد ظفر أنصاره على أنصار أزميدخت أو أنصار فرخزاذ. وكانت سنه إذ ذاك خمس عشرة أو ست عشرة سنة. تمت توليته العرش وهو صغير، فكان الوزراء والعظماء يدبرون ملكه لحداثة سنه. وقد عاش بعد تمليكه عشرين سنة أمضى منها زهاء سبع سنين بالمدائن ثم خرج منها حين قاربها العرب وظل يطوف في أرجاء إيران حتى قتل في خراسان حوالي سنة ثلاثين من الهجرة في خلافة عثمان.
و كان ملكه من سنة 632 أو 634 إلى سنة 652 م. وأتخذ ملكه مبدأ التاريخ اليزدجردي الذي يبتدئ 16 يونيه سنة 632 م. ولا يزال مؤرّخا به بين الفارسيين. ولا يزالون يعيدون بجلوسه على العرش كل سنة.

## نهاية الإمبراطورية الساسانية
ويزدجرد الثالث هو ملك الفرس الذي كانت نهاية دولة الفرس الساسانية في عهده على أيدي العرب المسلمين سنة 636 م بعد انتصار المسلمين في معركة القادسية بقيادة سعد بن أبي وقاص على جيش الفرس الذي كان يقوده رستم.

## هروبه من المسلمين ومقتله

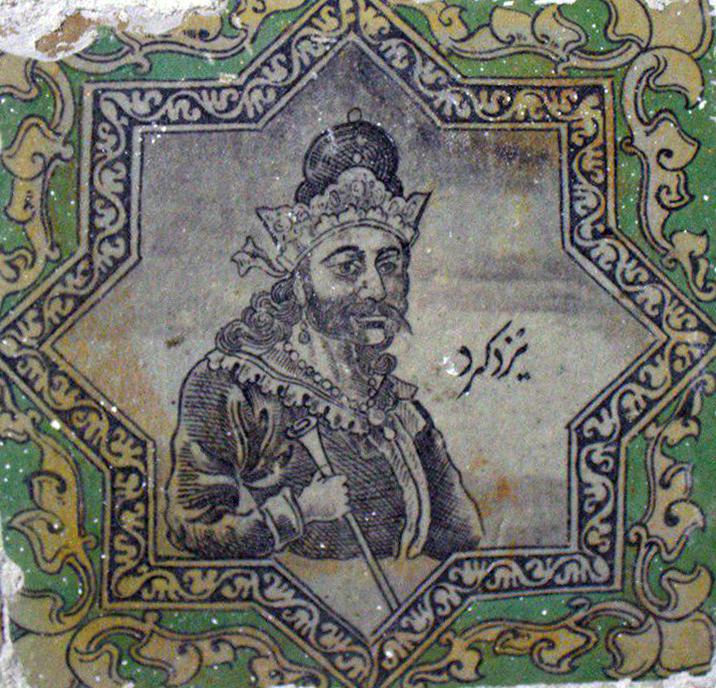
صورة يزدجرد، بلاطات تيكه ازفر الملك، كرمانشاه، إيران.

هرب يزدجرد الثالث من عاصمة الدولة الساسانية (المدائن) إلى حلوان، ثم إلى اصبهان، فلما انتصر المسلمون في نهاوند هرب إلى اصطخر. فتوجه عبد الله بن بديل بن ورقاء بعد فتح اصبهان لاتباعه فلم يقدر عليه.
وهم يزدجرد أن يأتي طبرستان، ذلك أن مرزبانها عرض عليه وهو بأصبهان أن يأتيها وأخبره بحصانتها، ثم بدا له فهرب إلى كرمان. وسبب خروجه من كرمان، أنه جلس ذات يوم، فدخل عليه مرزبانها فلم يكلمه تيهًا فأمر بجر رجله وقال: ما أنت بأهل لولاية قرية فضلا عن الملك ولو علم الله فيك خيرًا ما صيرك إلى هذه الحال. فمضى إلى سجستان فأكرمه لملكها وأعظمه فلما مضت عليه أيام سأله عن الخراج فتنكر له. فلما رأى یزدجرد ذلك سار إلى خراسان فلما صار إلى حد مرو فی الجنابد تلقاه ماهويه مرزبانها معظما مبجلا وقدم عليه نيزنك عنده شهرًا ثم شخص وكتب إليه يخطب ابنته فأغاظ ذلك يزدجرد وقال: اكتبوا إليه إنما أنت عبد من عبيدي فما جرأك على أن تخطب إلي وأمر بمحاسبة ماهويه مرزبان مرو وسأله عن الأموال. فكتب ماهويه إلى نيزك يحرضه عليه ويقول: هذا الذي قدم مفلولا طريدًا فمننت عليه ليرد عليه ملكه فكتب إليك بما كتب. ثم تضافرا على قتله. وأقبل نيزك في الأتراك حتى نزل الجنابذ(قلعة زیبد) فحاربوه فتكافأ الترك ثم عادت الدائرة عليه فقتل أصحابه ونهب عسكره.

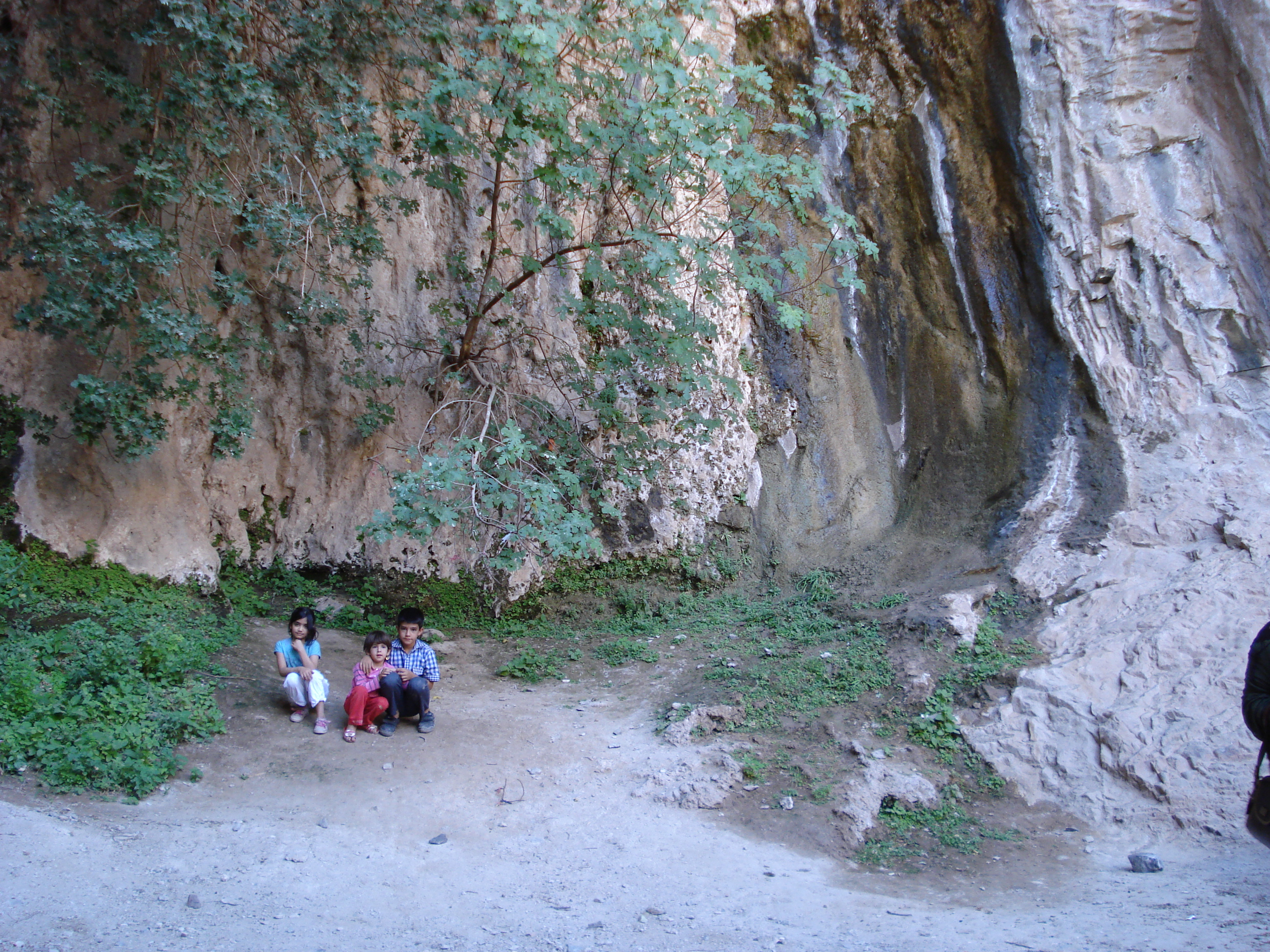
Darb Soufeh.قلعة زیبدالجنابذ

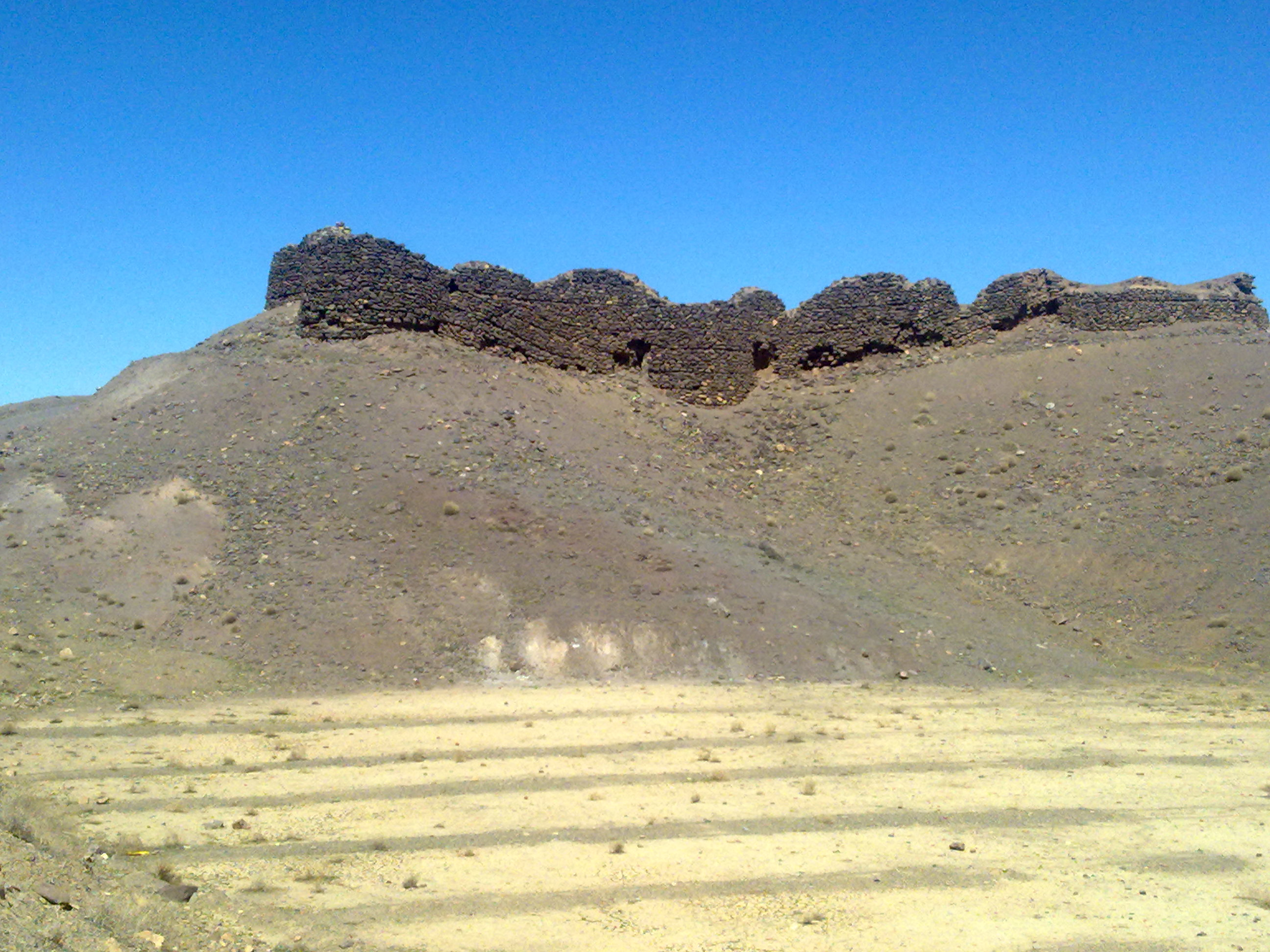
جنابذ-زیبدZibad

فأتى مدينة مرو فلم يفتح له فنزل عن دابته ومشى حتى دخل بيت طحانٍ على المرغاب ويقال إنه دس إلى الطحان فأمره بقتله فقتله سنة 651 م، ثم قال: ما ينبغي لقاتل ملك أن يعيش. فأمر بالطحان فقتل.
ويقال إن الطحان قدم له طعامًا فأكل وأتاه بشراب يشرب فسكر فلما كان المساء أخرج تاجه فوضعه على رأسه فبصر به الطحان فطمع فيه فعمد إلى رحا فألقاها عليه فلما قتله أخذ تاجه وثيابه وألقاه في الماء. ثم عرف ماهويه خبره فقتل الطحان وأهل بيته وأخذ التاج والثياب. ويقال إن يزد جرد نذر برسل ماهويه - فهرب ونزل الماء. فطلب من الطحان فقال: قد خرج من بيتي، فوجدوه في الماء، فقال: خلوا عني أعطكم منطقتي وخاتمي وتاجي. فتغيبوا عنه. وسألهم شيءًا يأكل به خبزًا فأعطاهم بعضهم أربعة دراهم. ثم إنه هجم عليه بعد ذلك قومٌ وجههم ماهويه لطلبه. فقال: لا تقتلوني واحملوني إلى ملك العرب لأصالحه عنى وعنكم. فأبوا ذلك وخنقوه بوتر ثم أخذوا ثيابه فجعلت في جراب وألقوا جثته في الماء. وكان ذلك سنة 31 هـ / 651 م، وكان عمره إذ ذاك 28 سنة.
ووقع فيروز بن يزد جرد فيما يزعمون إلى الترك فزوجوه وأقام عندهم.

## في الشاهنامة
و قصة يزدجرد في الشاهنامه 886 بيت.